# Panacaran
Panacaran is een bestuurslaag in het regentschap Pandeglang van de provincie Banten, Indonesië. Panacaran telt 2676 inwoners (volkstelling 2010).